# Stefany Galeano
Stefany Reneé Galeano Flores (19 de marzo de 1988, Tegucigalpa, Honduras) es una presentadora de televisión, actriz, bailarina y empresaria hondureña.

## Biografía y carrera
A la edad de 11 años sus padres se divorciaron, su madre abandonó el país y su padre inició una familia aparte, por lo que Galeano quedó en abandono. Esto la obligó a buscar trabajo a muy temprana edad para poder vivir. Su primer trabajo fue como modelo y bailarina en el video musical de la canción El helicóptero del reguetonero hondureño DJ Sy, en el cual aparece semidesnuda, y de lo cual asegura arrepentirse. A los 14 años se unió al grupo de baile Oxígeno, que le ayudó a adentrarse al mundo de la televisión. Se graduó del Teatro Manuel Bonilla como actriz y bailarina escénica. También fue parte del grupo de baile de Julio Zavala, con el que representó a Honduras alrededor de Centroamérica.
A los 19 años obtuvo su primer trabajo como presentadora de televisión en el canal Más TV para los programas Música a la carta, En el suelo katracho y Bellysimas. Pasó a trabajar para Televicentro como presentadora del programa Entre mujeres. También apareció en algunos programas de Canal 11 y Hable Como Habla.
En 2012 compitió en Bailando por un sueño Honduras, donde resultó ganadora del primer lugar junto con su pareja de baile, Onel.
Tras tres años de ser presentadora de Entre mujeres en Televicentro. Galeano se retira del programa para dedicarse a la actuación en teatro, y posteriormente, en cine y televisión. Luego pasa a ser animadora de eventos latinos en Estados Unidos, pero en 2014 regresa a Honduras cuando es contactada por TV Azteca en Honduras, donde es contratada como presentadora de deportes. Antes de retirarse de los medios de comunicación, fue presentadora en el canal estadounidense Cercano TV.

## Filmografía

### Televisión
| Año  | Título                         | Papel      |
| ---- | ------------------------------ | ---------- |
| 2012 | Bailando por un sueño Honduras | Ella misma |

### Cortometrajes
| Año  | Título                          | Papel    |
| ---- | ------------------------------- | -------- |
| 2014 | La hembrista                    | Fernanda |
| 2014 | El amor en los tiempos del sida |          |
| 2015 | La casa                         |          |
| 2015 | La promesa                      |          |

### Cine
| Año  | Título                         | Papel    |
| ---- | ------------------------------ | -------- |
| 2014 | Cuentos y leyendas de Honduras |          |
| 2015 | De lo que sea                  |          |
| 2017 | Se lo dije, Lucecita           | Lucecita |

## Vida privada
Tuvo su primer hijo a muy temprana edad, producto de una unión libre con un hombre del que se separó. En 2016, contrajo matrimonio con el empresario libanés Rayan Dagher, con quien procreó dos hijos más. Galeano y Dagher se separaron en 2020, y posteriormente, Galeano denunció a su exesposo por violencia doméstica. Obtuvo una licenciatura en mercadotecnia en Ceutec de Unitec, y tiene un negocio propio de belleza y estética en Tegucigalpa.